# Суб роса
Израз суб роса (лат. sub rosa) дословно значи испод руже, а представља поверљивост. Ружа је била симбол бога Хоруса у старом Египту. Касније су га Грци и Римљани сматрали богом тишине. Ово потиче из грчког и римског погрешног тумачења хијероглифа, које је сврстало Хоруса међу богове Изис и Озириса. Грци су превели његово египатско име Хар-па-кхеред као Харпократ. 
Ружа као симбол тајновитости такође има своје корене у грчкој митологији. Афродита је дала ружу свом сину Еросу, богу љубави; он ју је, затим, дао Харпократу, богу тишине, како би осигурао да се индискретности његове мајке (или богова уопште, по другим наводима) сачувају као тајна. Руже насликане на плафонима римских соба за банкете су такође биле подсетник да оно шта се каже под утицајем вина (суб вино) треба да остане суб роса. У средњем веку, ружа која виси са плафона собе за договоре је на сличан начин заклињала све присутне (оне испод руже), на тајновитост.
У данашње време, суб роса активности представљају тајне операције, а овај израз најчешће користе тајне службе.